# Soms Vraagt Een Mens Zich Af
Soms Vraagt Een Mens Zich Af is een lied uit 1992 van de Belgische rockband Gorki. Het nummer werd als single uitgebracht met Mia op de B-kant, en stond tevens op het debuutalbum Gorky. In 1998 werden beide nummers opnieuw samen uitgebracht als single. Het nummer is geschreven door Luc De Vos, Geert Bonne en Wout De Schutter.
De single werd geen groot succes en heeft drie weken in de Belgische Ultratop gestaan, met de 32e plek als hoogste notering.
In 2018 bracht Coco Jr. een cover uit van het nummer.